# Louis Lavelle
Louis Lavelle (Saint-Martin-de-Villeréal, 15 de julio de 1883 – Parranquet, 1 de septiembre de 1951) fue un filósofo francés. Es autor de una amplia obra de metafísica, con un fuerte componente espiritual y existencial.

## Biografía
Su padre era maestro y su madre propietaria de una pequeña propiedad agrícola. A los siete años se traslada Amiens, y después a Saint Étienne para hacer sus estudios secundarios. Entró a la universidad de Lyon, donde se interesó por el pensamiento de Nietzsche y participó en actividades anarquistas. Asistió a cursos de Léon Brunschvicg (al que se opondrá más adelante) y de Henri Bergson.
En 1909 es nombrado profesor agregado de filosofía en Neufcheau. Posteriormente se traslada como profesor a Vendôme y a Limoges. Se casa en 1913, y de su matrimonio nacieron un hijo y tres hijas.
En la Primera Guerra Mundial solicita ir al frente, y cae prisionero en 1916. Como prisionero va escribiendo su tesis doctoral en la cantina del campo de prisioneros.
En el año 1921 defiende su tesis doctoral en la Sorbona, que versó sobre distintos problemas filosóficos ligados a la percepción sensible.
Después se traslada a Estrasburgo, donde fue profesor en un liceo. Participa en actividades de los sindicatos de maestros. De esta época data el diagnóstico de su enfermedad ósea.
Entre 1924 y 1940 da cursos privados y enseña en algunos Liceos de París. Como periodista, hace las crónicas filosóficas para el diario Le Temps. Con el filósofo René Le Senne funda la colección Philosophie de l'esprit en la editorial Aubier-Montaigne.
En el año 1940, siendo derrotada Francia por los nazis, Lavelle se traslada a Burdeos, y más adelante es nombrado inspector general de Instrucción Pública bajo el régimen de Vichy. Contra una fuerte oposición, fue finalmente nombrado catedrático de filosofía en el Colegio de Francia en el año 1941.
Después de la guerra su salud empeora, y fallece en 1951.

## La filosofía de Lavelle
Habría que situar a Lavelle en el movimiento de la filosofía francesa del espíritu, propia de esa época, y que le emparenta con filósofos tales como René Le Senne, Gabriel Marcel, Nikolái Berdiáyev, o Maurice Nédoncelle.
Con sus maestros Bergson y Brunschvicg, Lavelle defendió la superioridad de la vida del espíritu, su riqueza y su creatividad. Frente a las tendencias idealistas de muchos de sus contemporáneos, Lavelle defendió la prioridad del ser sobre el pensamiento. Sin embargo, el ser es definido por Lavelle de manera dinámica, como un principio que se pone a sí mismo de forma eterna, y que es fuente de la libertad y del valor. A Lavelle se le ha acusado de ontologismo y de panteísmo, aunque él mismo quiso evitar estas tendencias.
Desde el punto de vista de Lavelle, el ser y el acto se identifican, y entonces nuestro propio ser puede definirse por la libertad. Por nuestra propia libertad, y estando en el mundo, participamos del ser puro, al mismo tiempo que nos distinguimos de él. La categoría de participación se convierte de este modo en un elemento central del pensamiento de Lavelle. En el acto de participación nos ponemos a nosotros mismos como seres individuales, al mismo tiempo que le damos sentido al mundo entero.
La metáfora de la participación en el sentido de Lavelle puede ser la ejecución de una pieza musical. En esta experiencia artística, al tiempo que ejercitamos una pieza musical, y nos sumimos en ella, también nos afirmamos en nuestro ser particular y en nuestra propia experiencia. Con la categoría de participación, Lavelle quiere evitar pensar el ser como una mera idea, y quiere también superar el esquema sujeto-objeto, propio de la modernidad.
Su forma de hacer y escribir filosofía no pretende ser sistemática, pero sí trata de mantener un contacto descriptivo con la experiencia.

## Association Louis Lavelle
En 2019, tras treinta años de existencia, se disolvió la Association Louis Lavelle, que organizó su último coloquio ese año en el liceo Henri IV, de París (22 de noviembre de 2019). Estaba dirigida en aquel momento por Jean-Louis Vieillard-Baron.

## Obras de Lavelle
- La dialectique du monde sensible, Les Belles Lettres, 1922 ; PUF, 1954.
- La perception visuelle de la profondeur, Les Belles Lettres, 1922.
- De l'être, Alcan, 1928 ; 1932 ; Aubier, 1947.
- La Conscience de soi, Grasset, 1933 ; 1951; Christian de Bartillat, 1993.
- La Présence totale, Aubier, 1934.
- Le Moi et son destin, Aubier, 1936.
- De l'acte, Aubier, 1937 ; 1946 ; 1992.
- L'Erreur de Narcisse, Grasset, 1939 ; La Table Ronde, 2003.
- Le Mal et la souffrance, Plon, 1940 ; Dominique Martin Morin, 2000.
- La Parole et l’écriture, L'Artisan du livre, 1942 ; Le Félin, 2007.
- La philosophie française entre les deux guerres, Aubier, 1942. Éditions L'Harmattan, 2009, ISBN 2-296-07722-6, ISBN 978-2-296-07722-5, texto parcialmente asequible telemáticamente
- Du temps et de l'éternité, Aubier, 1945.
- Introduction à l'ontologie, PUF, 1947; Le Félin 2008.
- Les Puissances du moi, Flammarion, 1948.
- De l'âme humaine, Aubier, 1951.
- Quatre saints, Albin Michel, 1951 ; bajo el título De la sainteté apareció en Christian de Bartillat, 1993.
- Traité des valeurs : tomo I, Théorie générale de la valeur, PUF, 1951 ; 1991.
- Traité des valeurs : tomo II, Le système des différentes valeurs, PUF, 1955 ; 1991.
- De l'intimité spirituelle, Aubier, 1955.
- Conduite à l'égard d'autrui, Albin Michel, 1958.
- Morale et religion, Aubier, 1960.
- Manuel de méthodologie dialectique, PUF, 1962.
- Panorama des doctrines philosophiques, Albin Michel, 1967.
- Psychologie et spiritualité, Albin Michel, 1967.
- Sciences, esthétique, métaphysique, Albin Michel, 1967.
- De l’existence (manuscrito de Limoges de 1912), Studio Editoriale di Cultura (Génova), 1984.
- Carnets de guerre, 1915-1918, Québec, Éditions du Beffroi, et Paris, Les Belles Lettres, 1985.
- L'Existence et la valeur (Lección inaugural y resúmenes de los cursos en el Colegio de Francia entre 1941-1951), Documents et inédits du Collège de France, 1991.
- Règles de la vie quotidienne, Arfuyen, febrero de 2004

Una bibliografía completa se puede encontrar en el libro de Jean Ecole, Louis Lavelle et le renouveau de la métaphysique de l'Être au s-XXe, Hildesheim, Olms, 1997.

## Traducciones al castellano
- Las Potencias del Yo (traducido del francés por Julia S. de Parpagnoli), Editorial Sudamericana, Buenos Aires, 1954.
- Acerca del ser (traducido del francés por Laura Palma Villareal), Ediciones Universitarias de Valparaíso, Valparaíso, 1994.
- Acerca del acto (traducido del francés por Laura Palma Villareal), Puntángeles - Universidad de Playa Ancha Editorial, Valparaíso, 2001.ISBN 956-7906-58-0.
- Acerca del Tiempo y la Eternidad. La dialéctica del eterno presente (traducido del francés por Laura Palma Villarreal), Ediciones Universitarias de Valparaíso, Valparaíso, 2005.
- El error de Narciso (traducido del francés por Laura Palma Villareal), Ediciones Universitarias de Valparaíso, Valparaíso, 2007. ISBN 978-956-17-0410-7
- Introducción a la Ontología (traducido por José Gaos), Fondo de Cultura Económica, México, 1953.

## Otra bibliografía sobre Lavelle
Esta lista no es exhaustiva
1. AINVAL, Christiane d'
  - Une doctrine de la présence spirituelle : la philosophie de Louis Lavelle, éd. Nauwelaerts, Louvain, 1967.
2. ALBERT, Karl
  - Lavelle und die Philosophie des 20. Jahrhunderts. Neun einführende Kapitel, Röll, Dettelbach 1997, ISBN 3-927522-84-8
3. CHABOT, Paul-Eugène
  - L’identification de l’Etre et de l’Acte dans la Dialectique de l’éternel présent, Bruxelles, 1950.
4. ECOLE, Jean
  - La métaphysique de l'être dans la philosophie de Louis Lavelle, Nauwelaerts, Paris, 1957.
  - Lavelle et le renouveau de la métaphysique de l’être au s. XX, Georg Olms Verlag, Hildesheim, 1997.
  - Louis Lavelle et l’histoire des idées : index de tous les auteurs auxquels il se réfère, G. Olms, Hildesheim, 2004.
5. EKOGHA, Thierry
  - Liberté et création chez Nicolas Berdiaev et Louis Lavelle, ANRT, Lille, 2000.
6. HARDY, Gilbert G.
  - La Vocation de la liberté chez Louis Lavelle, Nauwelaerts, Paris, 1968.
7. LEVERT, Paule
  - L'être et le réel selon Louis Lavelle, Aubier, Paris, 1960.
8. REYMOND, Christiane
  - Autrui dans la Dialectique de l'éternel présent de Louis Lavelle, Presses Universitaires de France, Paris, 1972.
9. ROBERT, Sébastien
  - La philosophie de Louis Lavelle. Liberté et participation, Paris, l'Harmattan, 2007, ISBN 2-296-02588-9, ISBN 978-2-296-02588-2, texto parcialmente accesible en la red
10. SARGI, Bechara
  - La Participation à l'être dans la philosophie de Louis Lavelle, Préface de Paul Ricœur, Beauchesne et ses fils, Paris, 1957, texto parcialmente accesible en la red
11. SMITH, Colin
  - Contemporary French Philosophy: A Study in Norms and Values, London, 1964, pp. 47–74. El libro es accesible en la red
12. TRUC, Gonzague
  - De J.-P. Sartre à L. Lavelle, ou Désagrégation et réintégration, Tissot, Paris, 1946.
13. VIEILLARD-BARON, Jean-Louis
  - La Philosophie de l'esprit. Blondel-Lavelle-Marcel, Actes du colloque intermédiaire de l'Association des Sociétés de philosophie de Langue Française, 21-22 de octubre de 1995, G. Olms, Hildesheim, 1999.
14. VIEILLARD-BARON, Jean-Louis & PANERO, Alain (coordination)
  - Autour de Louis Lavelle : Philosophie Conscience Valeur, Paris, l'Harmattan, 2006, ISBN 2296011926, ISBN 978-2-296-01192-2, texto parcialmente accesible en la red .

## Otras informaciones
- Los manuscritos de Louis Lavelle se pueden consultar en el Colegio de Francia previa autorización de los herederos.
- En el mes de octubre de cada año la Association Louis-Lavelle organiza una reunión en el Centre André-Malraux (Paris VI).